# Tim Lincecum
Timothy Leroy Lincecum (ur. 15 czerwca 1984) – amerykański baseballista, który występował na pozycji miotacza.

## Przebieg kariery
Lincecum grał w baseball w drużynie Washington Huskies na University of Washington, gdzie studiował. W 2003 roku przystąpił do draftu, w którym został wybrany w 48. rundzie przez Chicago Cubs, z którym nie podpisał kontraktu. Dwa lata później Cleveland Indians wybrali go w 42. rundzie, jednak odrzucił ofertę tego klubu.
6 czerwca 2006 roku został wybrany w 1. rundzie draftu z numerem 10 przez San Francisco Giants. Zawodową karierę rozpoczął w rezerwach Giants, między innymi w Salem-Keizer Volcanoes, San Jose Giants oraz Fresno Grizzlies. W Major League Baseball zadebiutował 6 maja 2007 w meczu przeciwko Philadelphia Phillies. W następnym spotkaniu z Colorado Rockies zaliczył swoje pierwsze zwycięstwo. W 2008 roku po raz pierwszy wystąpił w Meczu Gwiazd MLB; w tym samym sezonie zdobył nagrodę Cy Young Award, dla najlepszego miotacza w lidze.
W 2009 roku ponownie wybrano go do All–Star Game. W dwudziestu startach miał na koncie 11 zwycięstw i 3 porażki, przy ERA 2,30 i 183 strikeoutach. Ponadto rozegrał pełne mecze (9 inningów), a w dwóch nie dopuścił do straty punktu przez drużynę. Miał również serię dwudziestu dziewięciu inningów, w których zapobiegł zdobyciu runa przez drużynę przeciwną; było to najlepsze osiągnięcie w historii klubu od 1958 roku. 19 listopada 2009 przyznano mu nagrodę Cy Young Award po raz drugi z rzędu.
W 2010 został po raz trzeci wybrany do Meczu Gwiazd MLB. W tym samym sezonie wygrał wraz z zespołem Giants World Series; było to pierwsze mistrzostwo tego zespołu od 1954 roku. 13 lipca 2013 w meczu przeciwko San Diego Padres na Petco Park rozegrał 15. w historii klubu no-hittera. W październiku 2013 podpisał nowy, dwuletni kontrakt wart 35 milionów dolarów.
25 czerwca 2014 w spotkaniu z San Diego Padres na AT&T Park, rozegrał drugiego no-hittera i został drugim zawodnikiem w historii klubu (po Christym Mathewsonie), który tego dokonał; w tym samym meczu zaliczył również dwa odbicia i zdobył dwa runy. W tym samym roku zagrał w jednym meczu World Series, w których Giants pokonali Kansas City Royals 4–3.
W maju 2016 podpisał roczny kontrakt z Los Angeles Angels of Anaheim. W barwach nowego klubu zadebiutował 18 czerwca 2016 w meczu przeciwko Oakland Athletics, notując zwycięstwo.
7 marca 2018 podpisał roczny kontrakt z Texas Rangers.

## Nagrody i wyróżnienia
| Nagroda/wyróżnienie         | Lata                   | Źródło |
| 4× All-Star                 | 2007, 2008, 2009, 2010 | [ 17 ] |
| 3× zwycięzca w World Series | 2010, 2012, 2014       | [ 18 ] |
| 2× NL Cy Young Award        | 2009, 2010             | [ 19 ] |
| Babe Ruth Award             | 2010                   | [ 20 ] |